# 下布爾盧克
49°50′51″N 37°16′20″E / 49.84750°N 37.27222°E
下布爾盧克（烏克蘭語：Нижній Бурлук）是位於烏克蘭東部的村莊，由哈爾科夫州庫皮揚斯克區的舍夫琴科韦市镇負責管轄。該村處於大布爾盧克河畔，始建於1706年，面積1.08平方公里，海拔高度112米，2001年人口193。